# Culicoides neoangolensis
Culicoides neoangolensis är en tvåvingeart som beskrevs av Kremer 1972. Culicoides neoangolensis ingår i släktet Culicoides och familjen svidknott.
Artens utbredningsområde är Angola. Inga underarter finns listade i Catalogue of Life.